# McAdenville
McAdenville és una població dels Estats Units a l'estat de Carolina del Nord. Segons el cens del 2000 tenia 619 habitants.

## Demografia
Segons el cens del 2000, McAdenville tenia 619 habitants, 247 habitatges i 182 famílies. La densitat de població era de 173,2 habitants per km².
Dels 247 habitatges en un 29,6% hi vivien nens de menys de 18 anys, en un 56,7% hi vivien parelles casades, en un 12,6% dones solteres, i en un 26,3% no eren unitats familiars. En el 22,7% dels habitatges hi vivien persones soles el 7,7% de les quals corresponia a persones de 65 anys o més que vivien soles. El nombre mitjà de persones vivint en cada habitatge era de 2,51 i el nombre mitjà de persones que vivien en cada família era de 2,96.
Per edats la població es repartia de la següent manera: un 24,1% tenia menys de 18 anys, un 6,5% entre 18 i 24, un 25,8% entre 25 i 44, un 29,1% de 45 a 60 i un 14,5% 65 anys o més.
L'edat mediana era de 41 anys. Per cada 100 dones de 18 o més anys hi havia 91,8 homes.
La renda mediana per habitatge era de 36.513 $ i la renda mediana per família de 40.750 $. Els homes tenien una renda mediana de 30.781 $ mentre que les dones 21.481 $. La renda per capita de la població era de 18.130 $. Entorn del 6,4% de les famílies i el 6,1% de la població estaven per davall del llindar de pobresa.

## Poblacions més properes
El següent diagrama mostra les poblacions més properes.